# Désiré Cornuz
Désiré Gustave Cornuz, né à Alger le 26 mai 1883 et mort pour la France le 17 avril 1917 à Moronvilliers, est un peintre paysagiste français.

## Biographie
Élève de Marius Raynaud, membre de la Société des peintres orientalistes français, il est connu pour la bourse de la Société des artistes algériens et orientalistes qui porte son nom, fondée en son honneur en 1919.